# Iwan Wyszeński
Iwan Wyszeński, ukr. Іван Вишенський (ur. pomiędzy 1545 a 1550 r., zm. ok. 1620) – ruski pisarz-polemista.
Urodził się w Sądowej Wiszni na zachód od Lwowa. W młodości mieszkał w Łucku. Biograficzne dane o Wyszeńskim są bardzo skąpe. Wiadomo, że był dobrze wykształcony, najprawdopodobniej na dworze książąt Ostrogskich. Został zakonnikiem i wstąpił do klasztoru w Dubnie na Wołyniu. W latach 1576–1580 przebywał w klasztorze na świętej górze Athos w Grecji, który był w tamtym czasie centrum prawosławnego życia zakonnego. W 1598 w  Knyżce umieścił posłanie do Konstantego Ostrogskiego i prawosławnych w imieniu zakonników ze Świętej Góry. Zbiorek nie został wydrukowany, a utwory Wyszeńskiego rozpowszechniano w rękopisach. Wyszeński pozostawał w stałym kontakcie z bractwem lwowskim. Prawdopodobnie w 1604 przybył do Lwowa, jednak z powodu różnic poglądowych z przełożonym bractwa szybko opuścił miasto. Udał się do klasztoru w Uniowie, skąd w 1605 wysłał list polemiczny wobec poglądów wpływowego członka bractwa lwowskiego Jurija Rohatyncia. W 1606 powrócił na górę Athos, gdzie odtąd żył jako pustelnik.
Literacką działalność W. rozpoczął równocześnie z ostrogską grupą polemistów. Do dziś zachowało się 16 jego utworów. W l. 90. XVI wieku napisał najwybitniejsze z nich, skierowane przeciwko postanowieniom unii brzeskiej. Najważniejszy zbiór powstał ok. 1600 r. Knyżka zawiera m.in.:
- Izwieszczenije kratkoje (Извещение краткое),
- Pisanije do wsiech obszcze, w Ladskoj ziemli żywuszczich (Писание до всех обще, в Лядской земли живущих), datowane przed 1596 r.,
- Obliczenije diawoła-mirodierżca (Обличение диавола-миродержца),
- Porada (Порада).
- Kratkosłownyj otwiet P. Skarzi (Краткословный ответ П. Скарзи), 1600–1601,
- Pozopiszcze myslennoje (Позопище мысленное), 1615–1616.

Utwory Wyszyńskiego wyróżniają się spośród literatury polemicznej nie tylko literackim talentem autora, ale i jego wyrazistą pozycją. W swoich posłaniach z góry Athos wskazywał prawosławnych biskupów-zdrajców, potępiał rzymskokatolickie i unickie duchowieństwo, polskich i ruskich panów feudalnych. 
Wyszeński nie ograniczał się do problemów walki z katolicyzmem i unią. Wychodząc z zasad bizantyjskiej ascezy, ostro krytykował cały ówczesny cerkiewny i świecki ustrój oraz domagał się prostoty starochrześcijańskiego bractwa. Odrzucał także świecką oświatę i starodawne zwyczaje jako pogańskie. W swoich pismach korzystał z form cerkiewnych posłań, dialogu i polemicznego traktatu, stale łącząc gatunki. W swoich utworach malował barwne, często hiperboliczne obrazy moralnego upadku wyższych warstw i duchowieństwa, przeciwstawiając im biednych poddanych i prostych zakonników. Wzruszenie i emocjonalność mieszał z ostrą satyrą i sarkazmem. Nagromadzenie epitetów, porównań, zapytań i wykrzyknień, ironiczne przedstawienie obyczajowych detali, bogactwo językowe, wykorzystanie żywej, narodowej mowy, nadawało jego utworom jaskrawości i efektywności. Stosował styl inspirowany  bizantyńską homiletyką.
Twórczość Wyszeńskiego wywarła wpływ na rozwój satyry w literaturze ukraińskiej. Znawca jego twórczości, Iwan Franko, napisał w 1895 poemat Iwan Wyszenśkyj (Іван Вишенський).